# 斯法埃鲁斯
斯法埃鲁斯（Sphaerus，約前285年－約前210年），博里斯塞訥斯人，古希腊斯多噶学派哲学家之一，前3世纪中后期为其创作期。他是季蒂昂的芝诺的门生，后师从克里安西斯，直至终年。他曾游历斯巴达，协助克莱奥美奈斯三世进行改革。他的诸多观点被斯多噶学派哲学家所推崇，其著作涵盖了哲学所有的门类，但均已失传。